# Liste der Baudenkmäler im Stadtbezirk Bielefeld-Sennestadt
Die Liste der Baudenkmäler im Stadtbezirk Bielefeld-Sennestadt enthält die denkmalgeschützten Bauwerke auf dem Gebiet des Stadtbezirks Bielefeld-Sennestadt in Nordrhein-Westfalen. Diese Baudenkmäler sind in der Denkmalliste der Stadt Bielefeld eingetragen; Grundlage für die Aufnahme ist das Denkmalschutzgesetz Nordrhein-Westfalen (DSchG NRW).

Eine Übersicht über alle Baudenkmäler in Bielefeld findet sich unter der Liste der Baudenkmäler in Bielefeld.

| Bild                          | Bezeichnung                    | Lage                                                 | Beschreibung | Bauzeit                        | Eingetragen seit | Denkmal- nummer |
| ----------------------------- | ------------------------------ | ---------------------------------------------------- | --- | ------------------------------ | ---------------- | --------------- |
| weitere Bilder                | Alter Beckhof                  | Bezirk Sennestadt Am Beckhof 60 Karte                | Hof Beckmann, ehemals Senne II Nr. 60. Großes Vierständer-Bauernhaus in Fachwerkbauweise, Flettdielenhaus mit Kammerfach, Kernbau 1782, Erweiterung Dielenteil laut Torbogeninschrift 1828 für die Eheleute Brune/Kraks. Reicher Torbogen mit preußischem Adler, Löwe mit Hausnummer, Weinranken usw., Baumeister K.M. | 1782; Erweiterung 1828         |                  | 93              |
| Kath. St. Kunigunde Kirche    | Kath. St. Kunigunde Kirche     | Bezirk Sennestadt Hirschweg 45 Karte                 | |                                |                  | 550             |
| weitere Bilder                | Ev. Kreuzkirche                | Bezirk Sennestadt Paderborner Str. 198 Karte         | Einfache Saalkirche mit Chor, Vorhalle und aufgesetztem Glockendachreiter im Stil der Neugotik. Kalksteinfassaden mit Gliederungselementen aus Osning-Sandstein. | 1893/94                        |                  | 56              |
| BW                            | Scheune                        | Bezirk Sennestadt Piderits Bleiche 7 Karte           | |                                |                  | 448             |
| BW                            | Fabrikgebäude Piderits Bleiche | Bezirk Sennestadt Piderits Bleiche 9, 9a, 9b Karte   | Mehrflügeliger, zweigeschossiger Ziegelbau im späten Rundbogenstil, heute in einen Gewerbehof einbezogen. | um 1880/1890                   |                  | 267             |
| Kath. St. Thomas Morus Kirche | Kath. St. Thomas Morus Kirche  | Bezirk Sennestadt Rheinallee 50 Karte                | | 1960/61                        |                  | 549             |
| Mordsteine                    | Mordsteine                     | Bezirk Sennestadt Senner Hellweg neben Nr. 278 Karte | Zwei Stelen aus Osning-Sandstein mit eingetieften Inschriften, ursprünglich in offener Heidelandschaft gelegen. | 1660 (Inschrift)               |                  | 92              |
| Senne-Kotten                  | Senne-Kotten                   | Bezirk Sennestadt Verler Str. 58 Karte               | Hof Depenbrock, Senne II Nr. 8. Fachwerk-Zweiständerhaus mit Inschrift am Torbogen, Zimmermeister Jakob W. Strot. | 1758 (Inschrift Torbogen)      |                  | 285             |
| Senne-Kotten                  | Senne-Kotten                   | Bezirk Sennestadt Verler Str. 76 Karte               | Heuerlingshaus des Hofes Freitagsmüller (später Westerwinter), Senne II Nr. 6. Fachwerk-Durchgangsdielenhaus des 19. Jahrhunderts, Torbogen ohne Inschrift. | 1. Hälfte des 19. Jahrhunderts |                  | 287             |

- Karte mit allen Koordinaten:
- OSM |
- WikiMap